# Oravajärvi
Oravajärvi är en sjö i Finland. Den ligger i kommunen Kittilä i landskapet Lappland, i den norra delen av landet, 800 km norr om huvudstaden Helsingfors. Oravajärvi ligger 192,1 meter över havet. Arean är 6,9 hektar och strandlinjen är 1,06 kilometer lång. Sjön  ingår i Kemi älvs huvudavrinningsområde. 